# O Nome da Rosa (filme)
The Name of the Rose (bra/prt: O Nome da Rosa) é um filme franco-teuto-italiano de 1986, dos gêneros drama histórico e suspense, dirigido por Jean-Jacques Annaud, com roteiro baseado no romance Il nome della rosa, do crítico italiano Umberto Eco.

## Sinopse
Noroeste da Itália, século XIV. Um mosteiro isolado recebe a visita do frade franciscano William de Baskerville e do jovem noviço Adso de Melk, que vieram tentar apaziguar conflitos entre diferentes ordens religiosas. Sua chegada, no entanto, coincide com uma série de mortes misteriosas. A maioria dos religiosos ali atribui as mortes a forças malignas, mas frei William não acredita nisso e decide investigar, mas terá que enfrentar o inquisidor Bernardo, que chega logo depois decidido a encontrar os supostos hereges assassinos e levá-los à fogueira.

## Elenco
- Sean Connery … William de Baskerville
- Christian Slater … Adson de Melk
- Helmut Qualtinger … Remigio da Varagine
- F. Murray Abraham … Bernardo Gui
- Elya Baskin … Severinus
- Michael Lonsdale … Abade
- Volker Prechtel … Malachia
- Feodor Chaliapin, Jr. … Jorge de Burgos
- William Hickeyl … Ubertino de Casale
- Michael Habeck … Berenger
- Ron Perlman … Salvatore
- Valentina Vargas … Garota

## Prêmios e indicações
| BAFTA 1988 | Melhor ator                       | Sean Connery               | Venceu |
| BAFTA 1988 | Melhor maquiagem e caracterização | Hasso Von Hugo             | Venceu |
| César 1988 | Melhor filme estrangeiro          | Jean=Jacques Annaud (dir.) | Venceu |